# May Clark
Mabel Louise Clark, (apellido de casada Whitten) conocida por su nombre artístico de May Clark (1 de junio de 1885 - 17 de marzo de 1971) fue una actriz precoz del cine mudo. Clark era conocida por su papel de Alicia en Alice in Wonderland, la primera adaptación del libro de Lewis Carroll.

## Biografía
May Clark nació el 1 de junio de 1885 en la 'Ferry House' en Sunbury-on-Thames, Middlesex, donde su padre, William Clark, vivió y trabajó como constructor de barcos. El censo de 1891 y 1901 regresa para Walton on Thames, muestra que Mabel, nacida en Sunbury, vivía con sus padres William y Louisa Clark en Walton, a solo unas calles de donde Cecil Hepworth abrió sus estudios en 1898. Junto con su padre y su hermano, Reggie, ella comenzó a trabajar para Cecil Hepworth en 1898.
Entre 1900 y 1908 trabajó para Hepworth en los estudios de cine de Hepworth en Walton-on-Thames, Surrey, Inglaterra. El 14 de marzo de 1907 se casó con otro actor que trabajaba en el mismo estudio, Norman Whitten con 21 y 24 años respectivamente. Se casaron en la iglesia de St Mary's Walton-on-Thames, con su certificado de matrimonio que muestra las profesiones de May y Norman como cinematógrafos ambos y que vivían en Walton en ese momento. Tuvieron dos hijos, Vernon y Kenneth.
En una entrevista que le dio al programa de televisión Yesterday’s Witness en 1968, entró en detalles sobre el trabajo que hizo en Hepworth Studios. La mayor parte de la entrevista, (que se filmó en una conversación con la actriz de Clarendon Company, Dorothy Bellew) fue recortada del programa completo. Sin embargo, la transcripción de la entrevista sobrevive, y podemos leer su relato de sus experiencias en los primeros años de producción cinematográfica. Para resumir esta entrevista, Clark dice que estuvo involucrada en muchos aspectos de la producción de las películas de Hepworth, desde efectos especiales y decoración de escenarios hasta diseño de vestuario y carpintería. Ella le dijo que su primer papel en la pantalla en 1900 coincidió con la gestión de la pirotecnia para The Burning Stable (1900). Tuvo que orquestar la quema del granero y la salvación de un caballo.

"Nada de eso fue preparado de antemano, o ensayado o algo así. Simplemente teníamos que hacer lo mejor que podíamos y Cecil Hepworth seguía girando la manivela todo el tiempo. Obtuvo una película bastante buena, pero solo tenía unos 100 pies de largo".

May actuó en aproximadamente diecinueve cortometrajes mudos. Su papel más famoso fue en la película de 1903, 'Alicia en el país de las maravillas', donde interpretó el papel protagonista de Alicia. Esta película es históricamente importante, ya que es la primera de una larga lista de adaptaciones cinematográficas posteriores del libro infantil de 1865 de Lewis Carroll 'Las aventuras de Alicia en el país de las maravillas'. May también interpretó el papel de una angustiada niñera en la película de Hepworth de 1905, 'Rescued by Rover', que fue un éxito mundial con 395 impresiones vendidas para su distribución mundial. 
La compañía le pagaba 7s / 6d a la semana para hacer "trabajos extraños", dice, y se suponía que sus horas iban desde las diez de la mañana hasta las cinco de la tarde, pero a menudo trabajaba mucho más tiempo. En las mañanas se dedicaron a hacer el set y los accesorios, así como a la filmación. Margaret Hepworth la ayudó a coser trajes. Después del almuerzo, Clark desarrollaba e imprimía la película rodada por la mañana. Clark recuerda que hubo muchas pruebas y errores durante este proceso. Cuando terminaba, pasaba la película por un proyector para evaluar la impresión, y a menudo se quedaba hasta tarde en la noche para corregir un contratiempo. Cuando se casó con Whitten en 1907, él esperaba que se jubilara, pero continuó trabajando para la compañía un poco más.
Sin embargo, el período posterior a la partida de Clark de Hepworth es un espacio en blanco aparte de dos películas en las que actuó para British y Colonial: The Winsome Widow (1912) y The Adventures of Dick Turpin-Two Hundred Guineas Reward, Wanted Dead or Alive (1912 ) Sin embargo, Liam O’Leary, el historiador de cine irlandés, entrevistó a Vernon Whitten, su hijo, y aunque se menciona principalmente a Norman Whitten, menciona a May esporádicamente.
Después de su matrimonio, May y Norman dejaron Hepworth y establecieron la Stamford Hill Film Cleaning Company, donde repararon perforaciones y rasgaduras y limpiaron películas. Más tarde con el hermano de May, Reggie Clark, formaron la County Film Company. En 1912, se mudaron a Dublín, y Norman Whitten se estableció como productor de cine, inquilino de cine y proveedor de equipos de cine. Clark regresó a Londres cada dos meses para comprar programas de cine.
En 1913, Norman creó la General Film Agency, que en 1914 se convirtió en la General Film Supply Company con oficinas en Dublín. Produjo "Eventos irlandeses" y Especiales de la Gaceta de Pathé de "Los problemas". Dirigió una película In the Days of St. Patrick (1920) en la que él y May estuvieron involucrados en todos los aspectos de la producción. May dirigió el negocio durante siete meses mientras Norman fue a los Estados Unidos; sin embargo, el negocio fracasó y, en marzo de 1921, lo vendieron y regresaron a Inglaterra. Luego, Norman organizó Vanity Fair Pictures con el hermano de May, Reggie, ahora Reggie Strange, que tenía un negocio de impresión de películas. May Clark era la mujer de negocios principal para hacer los negocios. Alrededor de este período, el matrimonio entre May y Norman terminó, y se sabe muy poco sobre sus actividades posteriores.
Debió haberse vuelto a casar en algún momento porque era conocida como May French. Finalmente, Clark murió el 17 de marzo de 1971 en su casa en Goldhawk Road, Acton, Londres, Reino Unido a la edad de 86 años.

## Filmografía
- The Gentleman Gypsy - Chica
- Preserving Edwin (1907)
- A Seaside Girl (1907)
- The Artful Lovers (1907) - Joven
- Rescued by Rover (1905) - Niñera
- The Joke That Failed (1903) - Estudiante
- Alice in Wonderland (1903) - Alicia
- Knocker and the Naughty Boys (1903)
- Only a Face at the Window (1903)
- Peace with Honour (1902) - Britania
- That Eternal Ping-Pong (1902)
- The Call to Arms (1902) - Esposa
- The Frustrated Elopement (1902)
- Interior of a Railway Carriage-Bank Holiday (1901)
- How It Feels to Be Run Over (1900) - Pasajera